# Conocybe vinaceobrunnea
Conocybe vinaceobrunnea är en svampart som beskrevs av Hauskn. 2002. Conocybe vinaceobrunnea ingår i släktet Conocybe och familjen Bolbitiaceae.   Inga underarter finns listade i Catalogue of Life.